# Shakhbuz

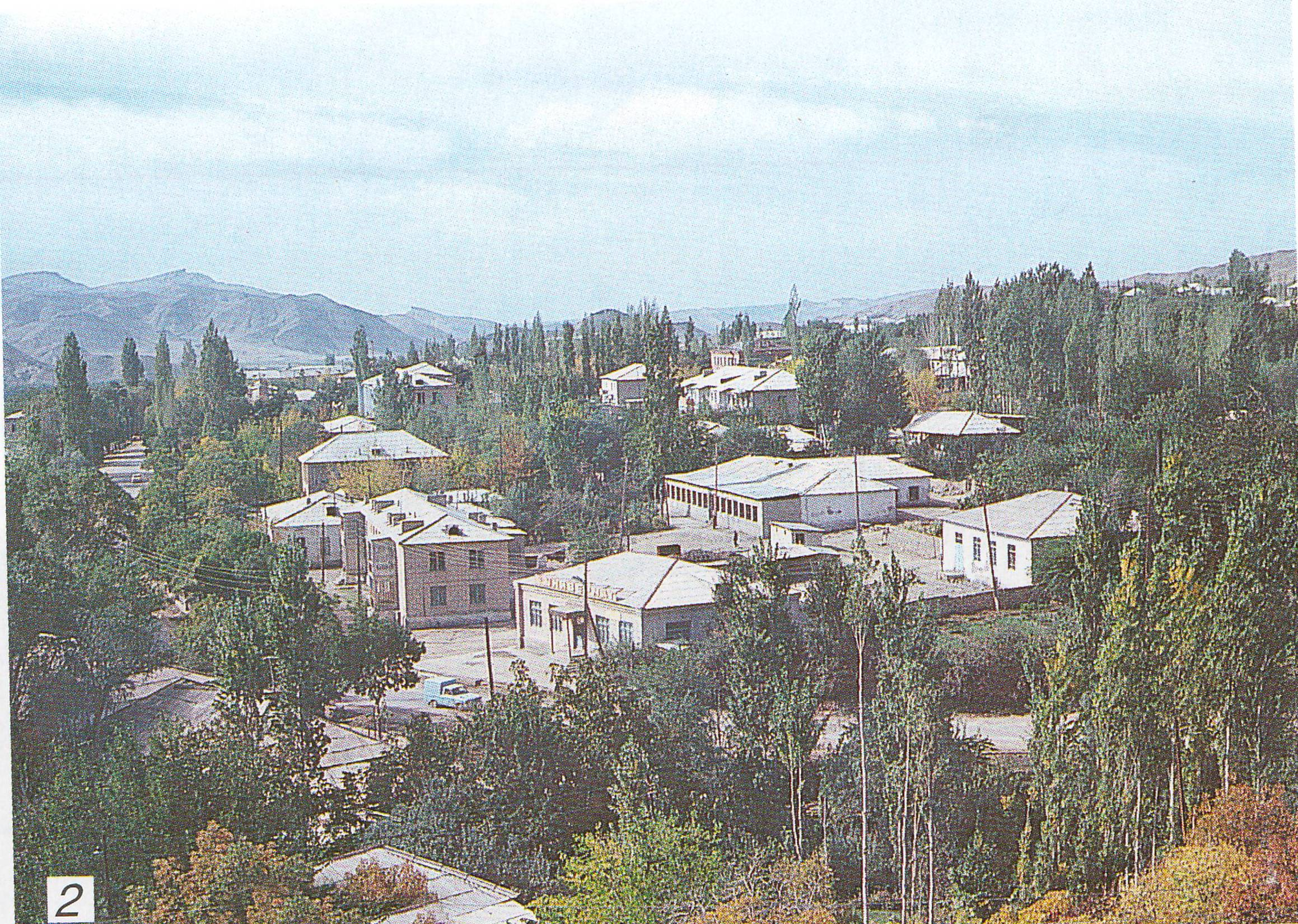
Şahbuz

Shakhbuz ( azeri: Şahbuz) é um dos cinquenta e nove rayones do Azerbaijão, se encontra localizado na República Autônoma de Naquichevão. A capital é a cidade de Şahbuz.

## Território e População
Possui uma superfície de 918 quilômetros quadrados, os quais são o lugar de uma população composta por umas 21 800 pessoas. Por onde, a densidade populacional se eleva a cifra dos 23,7 habitantes por cada quilômetro quadrado de este rayon.